# Giambattista Canano
Giambattista ou Giovanni Battista Canano (1515-1579) est un médecin anatomiste et professeur à l'université de Ferrare au XVIe siècle. Des sources anciennes le nomment Canani ou Cannanus.

## Biographie
Né à Ferrare, il étudie la médecine à l'Université de la même ville. Il en devient professeur d'anatomie en 1541, en succédant à son parent Antonio Maria Canano.
En 1543, le médecin anglais John Caius (1510-1576) lui rend visite et témoignera plus tard de la bibliothèque impressionnante de Canano.
En 1550, il est attaché, en tant que premier médecin, au pape Jules III jusqu'à la mort de celui-ci en 1555. Il revient à Ferrare reprenant son titre de « Proto-Médecin » (premier médecin) de la ville, où il meurt en 1579, à l'âge de 63 ans.

## Travaux
Canano fait partie des anatomistes « pré-vésaliens », intermédiaires entre les anatomistes médiévaux et André Vésale.
L'anatomie n'est plus une démonstration formelle faite devant un public d'étudiant pour illustrer un texte. L'anatomie doit aussi être connue par des recherches personnelles. Il étudie ainsi l'anatomie des muscles par des dissections privées, en petit comité, réalisées à son domicile de Ferrare.
Vers 1541, il publie son étude sur les muscles du bras, dans un ouvrage intitulé Musculorum Corporis Humani Picturata Dissectio  (Dissection illustrée des muscles du corps humain). Il s'agit d'un atlas de myologie qui dépasse l'enseignement de Galien et des auteurs médiévaux. On lui doit la découverte du muscle court palmaire.

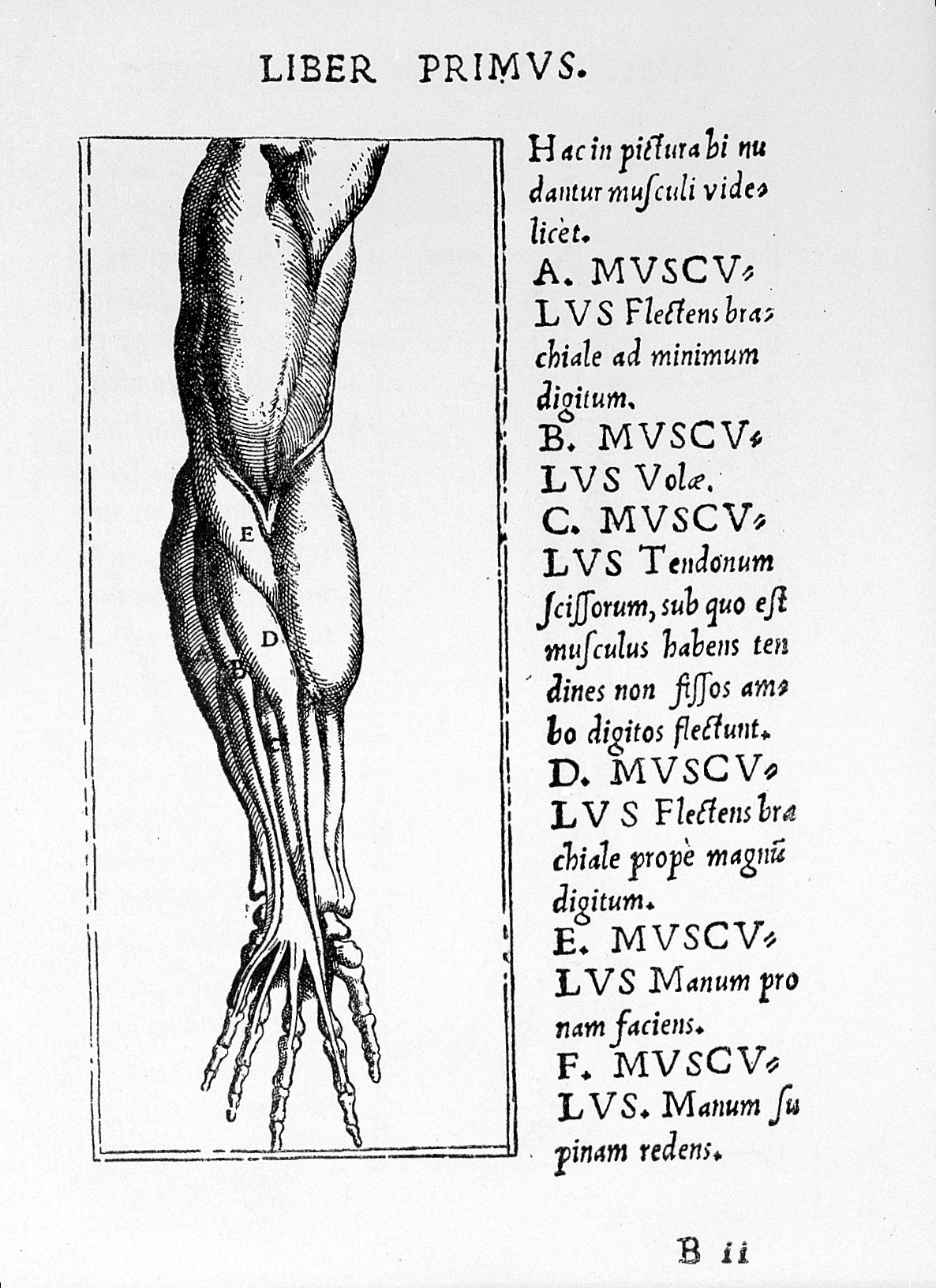
Une planche de Musculorom Corporis Humani.

Il se présente sous la forme d'un petit ouvrage de 20 feuillets avec 27 planches, où chaque muscle est dessiné dans ses rapports avec les os, par le peintre Girolamo da Carpi (1501-1556). Ces illustrations sont les premières à être reproduites et réalisées à partir de la gravure sur cuivre au lieu de la gravure sur bois.
La date exacte de publication n'est pas certaine (probablement avant 1543), et très peu de copies ont circulé. L'ouvrage reste incomplet, et bien que la préface promette une suite de six ouvrages, ils ne furent pas publiés.
En 1545-1546, Canano découvre les valves de la veine azygos et de la veine rénale, il en parle et les montre, mais ne publie pas. Il n'arrive pas à interpréter correctement leur fonction.
Les vavules veineuses seront redécouvertes par Fabricius d'Acquapendente (1533-1619) en 1574, et intégrées par William Harvey (1578-1657) dans le fonctionnement général de la circulation sanguine.

## Sources externes
- Notices dans des dictionnaires ou encyclopédies généralistes :   - Deutsche Biographie
  - Dizionario biografico degli italiani
  - Enciclopedia italiana
  - Enciclopedia De Agostini
  - Gran Enciclopèdia Catalana
  - Treccani
- Notices d'autorité :   - VIAF
  - ISNI
  - BnF (données)
  - IdRef
  - LCCN
  - GND
  - Italie
  - CiNii
  - Pologne
  - Israël
  - Vatican
  - Tchéquie
  - WorldCat